# Amorpheae
Tribu
Classification phylogénétique
Synonymes
- Daleeae Hutch.[2]

Les Amorpheae sont une tribu de plantes à fleurs dicotylédones de la famille des Fabaceae, sous-famille des Faboideae, originaire d'Amérique, qui compte 8 genres et 240 espèces.

## Liste des genres
Selon NCBI (16 août 2018) :
- Amorpheae
  - clade des Amorphoïdes
    - genre Amorpha L.
    - genre Apoplanesia C. Presl
    - genre Errazurizia Phil.
    - genre Eysenhardtia Kunth
    - genre Parryella Torr. & A. Gray

  - clade des Daléoïdes
    - genre Dalea L.
    - genre Marina Liebm.
    - genre Psorothamnus Rydb.